# سفر میان‌ستاره‌ای

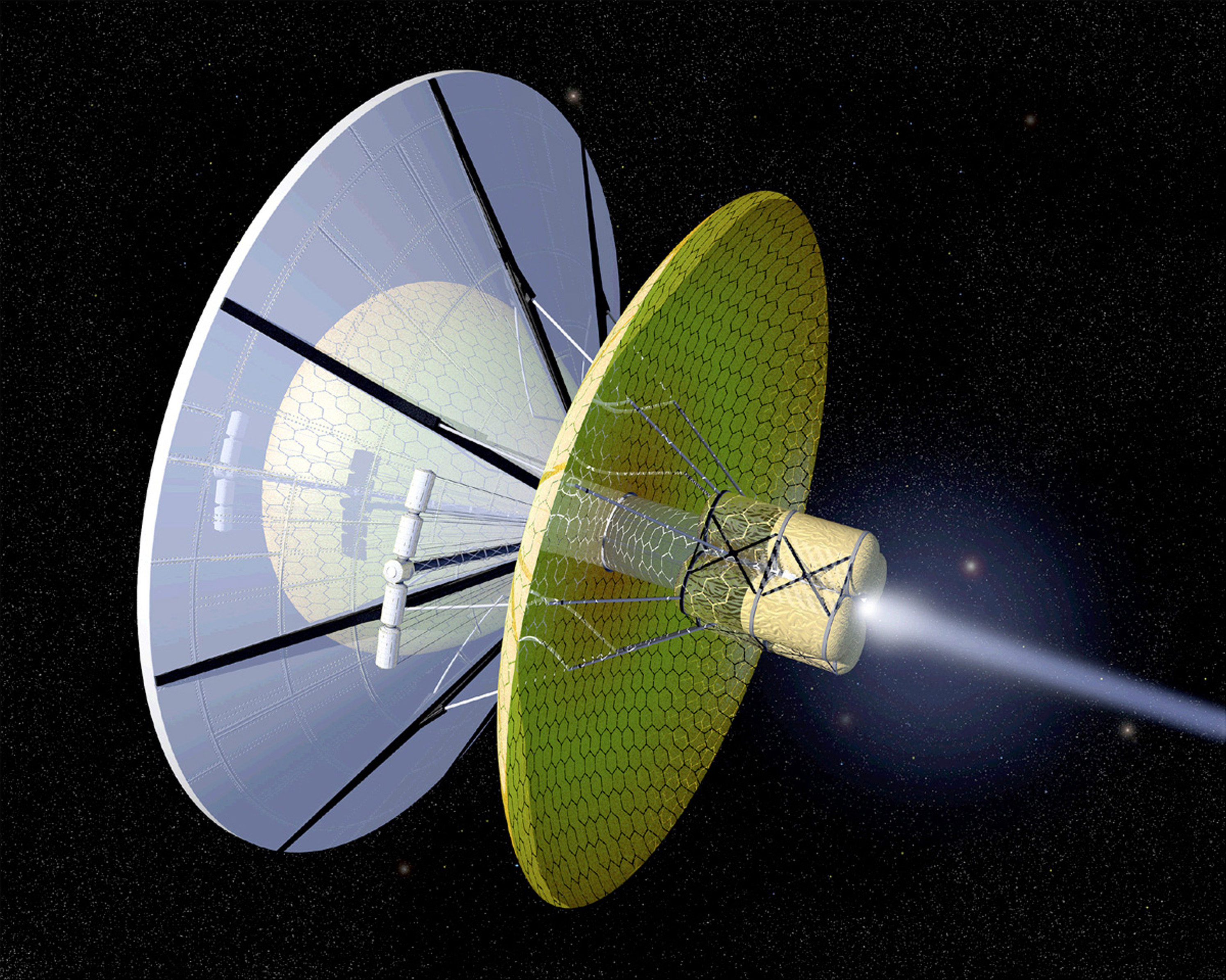
یک رَم‌جتِ بوسارد که یکی از روش‌های ممکن برای پیشرانش سفینهٔ فضایی مناسب برای سفر میان‌ستاره‌ای می‌تواند باشد.

سفر میان‌ستاره‌ای اصطلاحی است که به سفر فرضی سرنشین‌دار یا بی‌سرنشین میان ستارگان یا سامانه‌های سیاره‌ای گفته می‌شود.
سفر میان‌ستاره‌ای بسیار دشوارتر از سفر میان‌سیاره‌ای خواهد بود. فاصلهٔ میان سیاره‌ها در منظومهٔ خورشیدی کمتر از ۳۰ واحد نجومی (AU) است، درحالی‌که فاصلهٔ میان ستاره‌ها به‌طور معمول صدها هزار واحد نجومی است و معمولاً با سال نوری بیان می‌شود. به دلیل مسافت‌های بسیار زیاد برای سفر میان‌ستاره‌ای، باید یا سرعت بسیار بالا داشت یا زمان مسافرت بسیار طولانی خواهد شد. منظور از سرعت بالا سرعت در حد درصدی از سرعت نور و منظور از زمان زیاد دهه‌ها و شاید سده‌ها و هزاره‌ها و بیشتر است.